# Cervecería Boliviana Nacional

Hauptsitz der Cervecería Boliviana Nacional in La Paz

Cervecería Boliviana Nacional S.A. (CBN) ist ein bolivianisches Unternehmen, das 1877 von Alexander (Alejandro) Wolf unter dem Namen Wolf & Cía. gegründet wurde. Es ist die dominierende Brauereigruppe in Bolivien. Neben der landesweit vertriebenen und international exportierten Kernmarke Paceña gehören unter anderem auch die lokalen Marken Huari, Imperial und Taquiña dazu. Außerdem vertreibt der Konzern internationale Marken wie Ducal, Imperial, Beck’s und Baltica Dry sowie Malzbier und daneben Erfrischungsgetränke aus dem Programm der PepsiCo.
Um die Jahrtausendwende ab 1999 wurde von den Eigentümern der argentinischen Cerveza Quilmes ein Konsolidierungsprozess im bolivianischen Biermarkt vorangetrieben. Nach der Übernahme der Mehrheit der CBN wurden zügig weitere Brauereien integriert, sodass eine marktbeherrschende Stellung erobert wurde. 2002 erfolgte der Einstieg der brasilianischen AmBev bei der Quilmes-Gruppe, wodurch CBN in der Folge Teil des Imperiums der Anheuser-Busch InBev wurde.
2011 wurde CBN das erste Unternehmen in Bolivien, das wegen monopolistischen Praktiken eine Strafzahlung leisten musste.